# Villa Gesell
Villa Gesell è una città dell'Argentina, situata nella provincia di Buenos Aires.